# سایوز ام اس
سایوز ام اس (روسی: Союз МС، GRAU: 11F732A48) آخرین سری عملیاتی از فضاپیماهای سایوز است. سایوز ام اس به خاطر ادای احترام به سری قبل از خود یعنی سایوز TMA-M دچار کمترین تغییرات است اما از لحاظ تجهیزات ارتباطی و جهت‌یابی نسبت به آن پیشرفتهای در آن دیده می‌شود.
سایوز ام اس توسط روس کسموس ایجاد و گسترش یافته و جزو ماموریت‌های فضاپیمایی شامل انسان می‌باشد. عمده تغییرات سری ام اس نسبت به مدل‌های پیشین بیشتر محدود به آنتن‌ها، سنسورها و همچنین محل قرارگیری پیشران فضاپیما می‌شود.
اولین پرتاب این مدل، سایوز MS-01 بود که در تاریخ ۷ ژوئیه سال ۲۰۱۶ (۱۷ تیر ۱۳۹۵) و به وسیله پرتابگر سایوز FG به سمت ایستگاه فضایی بین‌المللی بود.

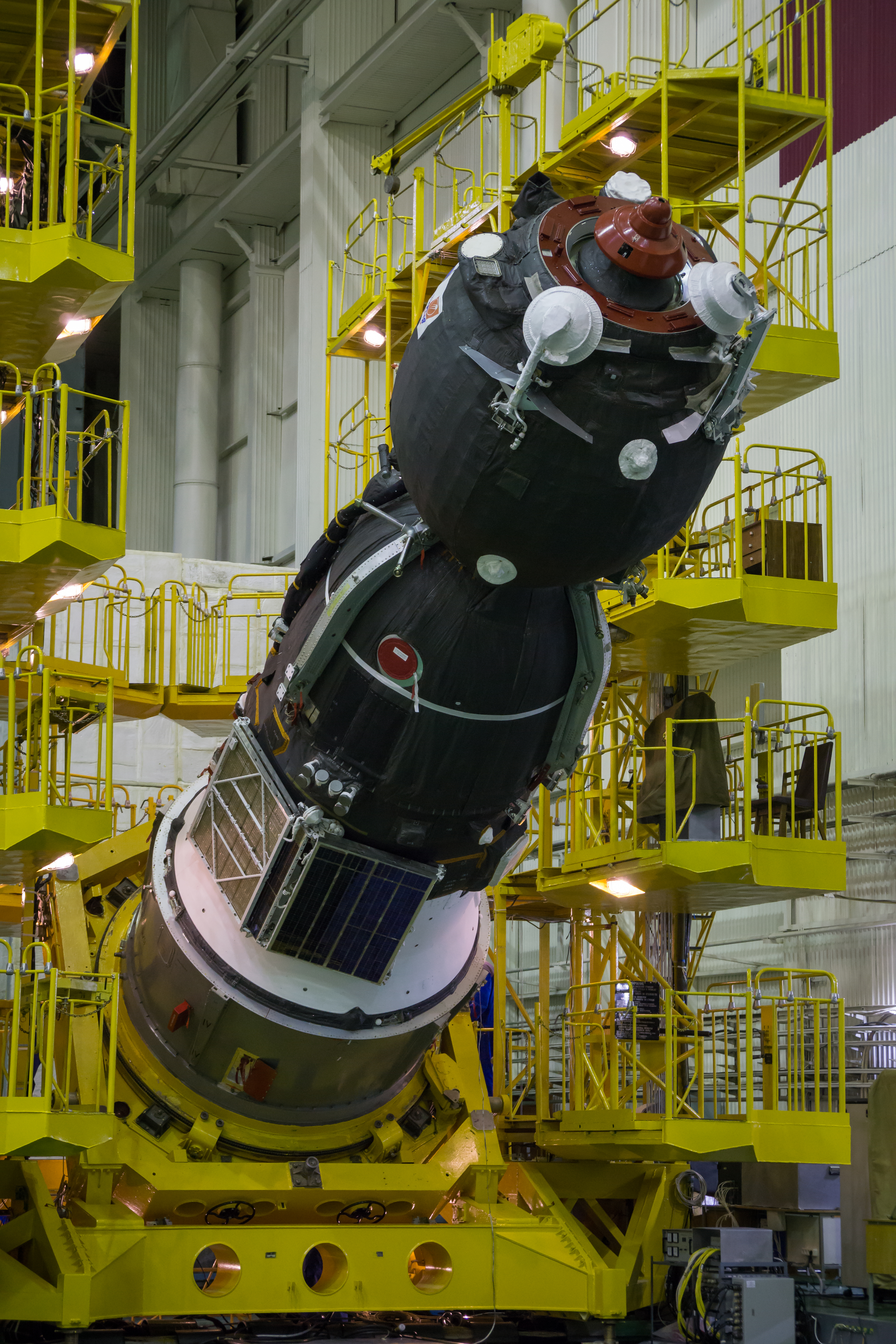
MS-02 در سپتامبر ۲۰۱۶